# Xã Spring Lake, Michigan
Xã Spring Lake (tiếng Anh: Spring Lake Township) là một xã thuộc quận Ottawa, tiểu bang Michigan, Hoa Kỳ. Năm 2010, dân số của xã này là 14.300 người.